# Jason John
Jason John (* 17. Oktober 1971 in Birmingham) ist ein ehemaliger britischer Sprinter.
1992 wurde er bei den Halleneuropameisterschaften in Genua Siebter über 60 Meter. Bei den Olympischen Spielen in Barcelona schied er mit dem britischen Team im Vorlauf der 4-mal-100-Meter-Staffel aus.
Bei den Weltmeisterschaften 1993 in Stuttgart erreichte er über 100 Meter das Halbfinale. In der 4-mal-100-Meter-Staffel startete er im Vorlauf und im Halbfinale und trug so zum Gewinn der Silbermedaille für das britische Team bei.
1994 wurde er bei den Europameisterschaften in Helsinki Achter über 100 Meter und holte bei den Commonwealth Games in Victoria Bronze mit der englischen 4-mal-100-Meter-Stafette.
Bei den Weltmeisterschaften 1995 in Göteborg schied er über 100 Meter im Viertelfinale aus, und bei den Halleneuropameisterschaften 1996 in Stockholm errang er Silber über 60 Meter.
1993 wurde er englischer Hallenmeister über 200 Meter.

## Bestzeiten
- 60 m (Halle): 6,59 s, 24. Februar 1996, Glasgow
- 100 m: 10,23 s, 15. Juli 1994, London
- 200 m: 20,86 s, 1. Juli 1995, Birmingham
  - Halle: 21,17 s, 27. Februar 1993, Birmingham